# Glenea newmannii
Glenea newmannii là một loài bọ cánh cứng trong họ Cerambycidae.